# پلاتنریت
پلاتنریت  (به انگلیسی: Plattnerite) با فرمول شیمیایی PbO2 از مجموعه کانی هاست و از نام پلاتنر متالوژیست آلمانی گرفته شده‌است. به راحتی در HCl حل می‌شود و به سختی در H2SO4, HNO۳ حل می‌شود. Pb:۸۶٫۶۲٪  O:۱۳٫۳۸٪  برای اولین بار در ایران(انارک) کشف شد و از نظر شکل بلور: منشوری - پیرامیدهای مضاعف، رنگ: خاکستری سیاه - سیاه، شفافیت: نیمه شفاف - کدر(اپاک)، شکستگی: صدفی، جلا: فلزی قوی - الماسی، رخ: ندارد، سیستم تبلور: کوادراتیک و در رده‌بندی اکسید است همچنین خاصیت مغناطیسی ندارد و منشأ تشکیل آن زون‌های اکسیدان ثانویه است.
همایند کانی‌شناسی (پارانژ) آن محتوای عناصر ردیابپسیلوملان- سروزیت- ژاروسیت- ولفنیت- پیرومورفیت و غیره است
، از نظر ژیزمان به ندرت بلوری - آگرگات توده‌ای - رشته‌ای کمیاب است و بیشتر در انگلستان، آمریکا، مکزیک وایران یافت می‌شود.

## منبع
- پردیس کشاورزی ایران